# John Synge
John Synge (anglès: John Lighton Synge)  (Dublín, 23 de març de 1897 - Dublín, 30 de març de 1995) va ser un matemàtic i físic irlandès.

## Vida i Obra
Synge va néixer en una família irlandesa de llarga tradició. La família era prou rica per pagar un tutor per l'educació dels fills, mente vivien a Kingscourt. Quan es van traslladar a Dublín, Synge va assistir als col·legis locals i, finalment, al St Andrew's College de Dublín, on va destacar no solament en el àmbit acadèmic sinó també com futbolista i ciclista. Enacabar els estudis secundaris, va ingressar el 1915 al Trinity College de Dublín on el primer any ja va aconseguir la beca de matemàtiques.
Es va graduar el 1919 amb tots els honors i va ser nomenat fellow del Trinity College, però va presentar la seva candidatura per una plaça de professor a la universitat de Toronto (Canadà) i va ser escollit el 1920. El 1925 va tornar a Dublín per a ser professor el Trinity College, però el 1930 va tornar a Toronto, on va romandre fins al 1943, quan va passar uns quants (1943-1948) anys als Estats Units. Finalment, el 1948 va tornar a Dublin com professor senior de l'Institut d'Estudis Avançats de Dublín, lloc en el que es va retirar el 1972.
En morir el 1995, va fer donació del seu cos a la facultat de medicina del Trinity College.
Synge va fer importants aportacions ales teories físiques, particularment a la teoria de la relativitat; la seva aproximació a la relativitat i a la física en general es caracteritza per la seva visió geomètrica. Ell va definir per primera vegada la acceleració com la derivada covariant del camps de velocitats amb si mateix i no simplement com la derivada segona. També va fer aportacions decisives al mètode del hipercercle, el precursor d'un procediment per aproximar les funcions, molt emprat en anàlisi numèrica.
És el pare de la matemàtica nord-americana Cathleen Synge Morawetz, nascuda a Toronto el 1923.